# 羅崇奎
羅崇奎（1508年—？），字子文，别号近山，江西南昌府南昌縣人，民籍，明朝政治人物。人稱“羅鐡面”。

## 生平
嘉靖十三年（1534年）甲午科江西鄉試第二十一名舉人。嘉靖十七年（1538年）中式戊戌科會試第二十七名，登第三甲第一百九十六名進士。二十二年十二月以行人擢刑科给事中，二十六年三月升任吏科右给事中，五月升兵科左，十月升户科都给事中，历官山东参政、四川按察使、四川右布政使，转左布政使。嘉靖三十九年四月迁都察院右副都御史、巡抚四川。四十年九月，擢四川、湖廣、贵州三省总督。后裁三省总督，四十二年三月崇奎奉旨致仕。

## 家族
曾祖羅九錫，義官；祖父羅貢任；父羅大輔，母賈氏。慈侍下。兄崇貞、崇進。弟崇信、崇睿、崇簡、崇明、崇震。